# Waxhaw
Waxhaw è una città degli Stati Uniti d'America situata nella Carolina del Nord, nella Contea di Union.